# Грифишки окръг
Грифишки окръг (на полски: Powiat gryficki) е окръг в Западнопоморско войводство, Северозападна Полша. Заема площ от 1017,37 км2. Административен център е град Грифице.

## География
Окръгът се намира в историческия регион Померания. Разположен е в северната част на войводството.

## Население
Населението на окръга възлиза на 61 837 души (2012 г.). Гъстотата е 61 души/km2.

## Административно деление
Административно окръгът е разделен на 6 общини.
Градско-селски общини:
- Община Грифице
- Община Плоти
- Община Тшебятов

Селски общини:
- Община Бройце
- Община Карнице
- община Ревал

## Фотогалерия
- Грифице
- Плоти
- Тшебятов